# Driton Selmani
Driton Selmani, né en 1987 à Doganaj (Kosovo), est un artiste visuel contemporain kosovar dont la pratique s'étend à différents médias, notamment l'installation, la photographie, le texte et l'art public. Ses œuvres explorent souvent des thèmes complexes tels que l'identité, la politique, l'histoire et le changement social, captivant le spectateur avec un mélange d'humour, d'ironie et de réflexion critique.
L'art de Selmani a acquis une reconnaissance internationale, le positionnant comme une figure importante de la scène artistique contemporaine, en particulier dans la région des Balkans. Il est connu pour sa participation à la Manifesta 14, à la triennale Beaufort (sur la côte belge), au musée Maxxi, au musée Ludwig, au Virtualni muzej Dotrščina, au Musée d'Art contemporain de Skopje (MSU Skopje), au Kunsthaus Graz, au 019-Gand, au Kahan Art Space Vienna et bien d'autres.

## Biographie
Driton Selmani naît à Doganaj, Kačanik, à une époque marquée par des troubles politiques et des conflits dans les Balkans. Ayant grandi dans un environnement post-socialiste, sa jeunesse a été influencée par les changements culturels et sociopolitiques qui ont eu lieu lors de la dissolution de la Yougoslavie et de la guerre du Kosovo qui a suivi. Ces expériences ont profondément façonné sa vision artistique, l'inspirant à s'intéresser aux sujets de la mémoire collective, de l'identité et du paysage sociopolitique.
Driton Selmani poursuit ses études en arts visuels à Bournemouth, au Royaume-Uni, à l'Université des Arts de Bournemouth, où il commence à développer son approche conceptuelle unique de la création artistique. Ses premières œuvres présentent déjà son mélange caractéristique de récit personnel et d'engagement critique envers des questions sociales plus larges.
La pratique artistique de Driton Selmani se caractérise par sa profondeur conceptuelle et sa polyvalence à travers différents médias. Son travail brouille souvent les frontières entre l'art et la vie quotidienne, remettant en question les perceptions conventionnelles des espaces publics et privés. Un thème récurrent dans son travail est l'exploration de la manière dont l'histoire, la mémoire et l'identité sont construites et perçues, en particulier dans le contexte du paysage politique complexe du Kosovo.

## Expositions phares
L'œuvre de Driton Selmani a été exposée dans diverses expositions internationales, contribuant à sa réputation croissante en tant qu'artiste contemporain influent. Parmi ses expositions notables, on peut citer :
- Everything We Do Is Really, Really Brilliant (2023) : cette exposition personnelle à Kahan Art à Vienne a présenté l'exploration de Driton Selmani de l'intersection entre les espaces publics et privés. L'exposition a été un succès critique, soulignant la capacité de Selmani à créer des œuvres stimulantes qui défient les frontières artistiques conventionnelles[2].
- The Other Re-Imagine the Future (2023) : Organisée au Kunsthaus Graz en Autriche, cette exposition présentait le travail de Driton Selmani aux côtés d'autres artistes contemporains, explorant le thème des futurs spéculatifs. La contribution de Selmani à l'exposition a été remarquée pour son commentaire incisif sur le potentiel de l'art à envisager des réalités et des structures sociétales alternatives[3].
- Manifesta 14 Prishtina (2022) : une édition importante de la Biennale Manifesta, qui a eu lieu dans sa ville natale de Prishtina. Son travail au sein de la biennale s'est intéressé aux récits locaux et au contexte géopolitique plus large des Balkans, établissant ainsi davantage sa pertinence dans les discours artistiques régionaux et internationaux[4].
- Triennale Beaufort : Lost Words (2024) : Dans le cadre de cette exposition triennale en Belgique, il poursuit son exploration du langage, de la mémoire et de la communication à travers son art. Ses œuvres présentées dans cette exposition se distinguent par leur examen poétique et poignant de l'impermanence des mots et de la fragilité de la mémoire[5].